# Executiva FM
Executiva FM é uma emissora de rádio brasileira sediada em Goiânia, capital do estado de Goiás. Opera no dial FM, na frequência 92.7 MHz, pertencendo ao Grupo Jaime Câmara.

## História
A rádio Executiva FM foi inaugurada em 6 de julho de 1978 pelo Grupo Jaime Câmara. Desde sua estreia, mantem uma segmentação musical no estilo adulto-contemporâneo tal qual era o formato de rádio para ambientes na década de 70. Em 2002, o Grupo Jaime Câmara estreou a Executiva FM em Brasília, no lugar da Jornal de Brasília FM.
Em 2014 e 2015, apareceu entre as emissoras de rádio mais influentes de Goiás. Até a chegada da Alpha FM Goiânia, a Executiva FM era a emissora líder de audiência em seu segmento. Em abril de 2017, a Executiva FM reformulou sua programação e lançou uma nova identidade visual, além de novas vinhetas e trilhas. A programação passou a contar com mais programas informativos e espaço para artistas locais.

## Programas
- Madrugada Executiva
- Informasom
- Mistura Fina
- Conexão Executiva
- Programador Executiva
- Happy Hour
- Sem Parar
- Executiva By Night